# 刘秀晨
刘秀晨（1944年—），回族，中华人民共和国政治人物，国务院参事，北京市园林局原副局长，九三学社社员，第十一届全国政协委员。
2008年，当选第十一届全国政协委员，代表九三学社，分入第十二组。并担任人口资源环境委员会专委。